# Storholmen (Lindås)
Ne doit pas être confondu avec Storholmen, Storholmen (Masfjorden) ou Storholmen (Osterøy).
Storholmen est une île dans le landskap Sunnhordland du comté de Vestland. Elle appartient administrativement à Lindås.

## Géographie
Rocheuse et couverte d'arbres dans sa partie sud, elle s'étend sur environ 412 m de longueur pour une largeur approximative de 165 m. Elle compte rois habitations. 